# Ветроопыляемые цветки
Ветроопыляемые цветки — существуют энтомофильные растения (опыляемые насекомыми) и анемофильные растения (опыляемые ветром).

## Особенности
Ветроопыляемые растения имеют, как правило, ряд характерных особенностей: очень мелкие и многочисленные цветки, вырабатывают много пыльцы. Одно растение способно вырабатывать миллионы пыльцевых зерен. У многих ветроопыляемых растений (лещина, осина, ольха, шелковица) цветки появляются ещё до распускания листьев.
Пчёлы предпочитают собирать пыльцу с насекомоопыляемых растений. Но если в природе мало цветущих энтомофильных растений, а пчёлы нуждаются в пыльце, они собирают её и с ветроопыляемых растений.
Опыление цветковых растений осуществляется двумя основными способами — ветром и животными, чаще всего насекомыми. Как в том, так и в другом случае у растений вырабатываются специфические приспособления. Для насекомоопыляемых растений характерны крупные, ярко окрашенные одиночные цветки, а также соцветия, состоящие из ярких цветков различной формы. Как правило, они имеют сильный запах. В них развиты особые железы — нектарники, вырабатывающие сладкий жидкий секрет — нектар. Цветки насекомоопыляемых растений богаты пыльцой. Пыльцевые зёрна, как правило крупные и клейкие, а их оболочка нередко имеет разнообразные выросты. У ветроопыляемых растений околоцветник частично или полностью редуцируется, а их мелкие и невзрачные цветки, как правило, собраны в соцветия. Главная особенность всех ветроопыляемых культур – это "непривлекательность" цветков, проявляющаяся в отсутствии нектара, запаха и ярких красок. При этом пыльцевые зерна, которые развиваются в больших количествах, имеют чрезвычайно малые размеры: вес одной пылинки в среднем составляет 0,000001 мг. Пыльцы у ветроопыляемых растений, по сравнению с насекомоопыляемыми, образуется значительно больше. Однако пыльцевые зёрна у них мелкие и сухие, хорошо переносимые ветром. Они образуются в крупных пыльниках, очень часто свисающих на длинных тычиночных нитях. Рыльце пестика у многих из них раздвоено и усажено многочисленными волосками и щетинками, что позволяет улавливать из воздуха значительно больше пыльцы. Очень многие ветроопыляемые растения цветут ранней весной ещё до распускания листьев. Цветущие летом ветроопыляемые злаки распускаются строго по часам, экономя тем самым пыльцу. Повышению вероятности опыления способствует и то, что все ветроопыляемые растения произрастают тесными группами или большими скоплениями.